# 讷伊 (约讷省)
讷伊（法語：Neuilly，法語發音：[nœji] ⓘ）是法国勃艮第-弗朗什-孔泰大区约讷省的一个旧市镇，属于欧塞尔区。2016年1月1日，讷伊与邻近的3个市镇合并为新市镇瓦尔拉维永。

## 地理
讷伊（47°54'59"N, 3°26'18"E）面积13.39 平方千米，位于法国勃艮第-弗朗什-孔泰大區约讷省，该省份为法国中北部内陆省份，西接卢瓦雷省，西北接塞纳-马恩省，南至涅夫勒省，东临科多尔省，东北与奥布省接壤。
与讷伊接壤的市镇（或旧市镇、城区）包括：尚普莱、盖尔希、布朗什、埃皮诺莱沃夫、瑟南、维勒梅尔。
讷伊的时区为UTC+01:00、UTC+02:00（夏令时）。

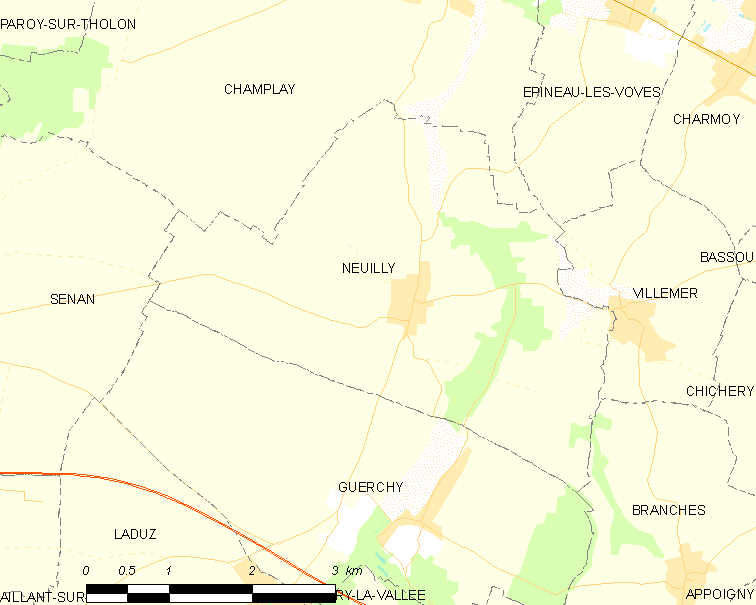
讷伊的OSM定位图

## 行政
讷伊的邮政编码为89113，INSEE市镇编码为89275。

## 政治
讷伊所属的省级选区为沙尔尼-奥雷德皮赛县。

## 人口

1962-2008年间讷伊人口变化图示

讷伊于2018年1月1日时的人口数量为442人。